# Hendrik Mannes
Hendrik Mannes (* 19. April 1958 in Wuppertal) ist ein deutscher Theaterregisseur.

## Leben
Mannes wurde von 1979 bis 1982 am Schauspielstudio Simone Emmerich München ausgebildet. Es folgten Regiehospitanzen bei B. K. Tragelehn am Düsseldorfer Schauspielhaus und am Bayerischen Staatsschauspiel München. 1985 ging Mannes an das Schillertheater Berlin, dort arbeitete er als Assistent der Dramaturgie vor allem mit Wolfgang Storch zusammen. 1987 gründete Mannes die freie Gruppe „Rudimentär Theater“ Berlin. Neben Schauspielstücken entwickelte das Theater Cross-Over-Projekte unter Einbeziehung von live improvisierter Musik, Live-Overhead-Noise-Painting, Tanz, Kung Fu und Eat-Art-Performance unter anderem im Kunsthaus Tacheles und den Sophiensaelen Berlin. Seit 1988 arbeitet Mannes auch im Bereich des Figuren- und Objekttheaters. Wichtiger Kooperationspartner zwischen 2006 und 2021 war der Lindenfels Westflügel Leipzig. 1998 bis 1999 war Mannes Regisseur des Obdachlosentheaters Ratten 07 an der Volksbühne Berlin. Von 2003 bis 2007 und 2013 arbeitete Mannes als Regieassistent von Peter Brook für dessen Inszenierungen Glückliche Tage und Le dépeupleur / Der Verwaiser von Samuel Beckett.

## Inszenierungen (Auswahl)
- 1981 leonce & lena von Georg Büchner, Schauspielstudio München
- 1982 Krankheit der Jugend von Ferdinand Bruckner, Golem Theater München
- 1983 Die Zofen von Jean Genet, Golem Theater München
- 1985 Fräulein Julie von August Strindberg, Künstlerhaus Bethanien Berlin
- 1986 Endspiel von Samuel Beckett, Theater in der Tonne Reutlingen
- 1987 Rudimentär von August Stramm, Rudimentär Theater Berlin
- 1988 Die Polizei von Sławomir Mrożek, Rudimentär Theater Berlin
- 1988 idiot und kasperl am elektrischen stuhl von Konrad Bayer, Figurentheater Karlsruhe
- 1989 Der hinnige Sohn und das Publikum von Reinhard P. Gruber, Literaturhaus Berlin
- 1989 Unverhofftes Besäufnis oder Wer seine erste Liebe nicht vergißt, wird seine letzte nicht erkennen von Daniil Charms, Figurentheater Karlsruhe
- 1989 Verrückte Lokomotive von Stanisław Ignacy Witkiewicz, Rudimentär Theater Berlin
- 1990 Wolokolamsker Chaussee I–V von Heiner Müller, Figurentheater Karlsruhe
- 1990 Gesellschaft von Samuel Beckett, Figurentheater Karlsruhe
- 1991 ReJoycin’ / Wake for James Joyce, Künstlergruppe Azoth Berlin
- 1991 Giorni felici (Glückliche Tage) von Samuel Beckett, Rudimentär Theater Berlin
- 1993 Arsenikblüten von Danielle Sarréra, Rudimentär Theater Berlin
- 1994 Beglatzt, brünett von Dani Gink, Rudimentär Theater Berlin
- 1995 Ein Monat in Dachau von Wladimir Georgijewitsch Sorokin, Rudimentär Theater Berlin
- 1996 Flamingo Bar, figuren theater tübingen
- 1996 Susn von Herbert Achternbusch (Crossover La Traviata und Macbeth von Giuseppe Verdi a cappella), Rudimentär Theater Berlin
- 1997 Das Fieber von Wallace Shawn, Rudimentär Theater Berlin
- 1997 Woyzeck, Fragmente von Georg Büchner, Hochschule für Musik und Darstellende Kunst Stuttgart
- 1998 Iphigenie auf Tauris von Rainer Werner Fassbinder, Ratten 07 / Volksbühne Berlin
- 1998 Die Zofen von Jean Genet, Hochschule für Musik und Darstellende Kunst Stuttgart
- 1998 Ichundich von Else Lasker-Schüler, Hochschule der Künste Berlin
- 1999 Das Leben und der Tod des Königs Lear von William Shakespeare, Ratten 07 / Volksbühne Berlin
- 1999 RAF oder Die Legende von der Gerechtigkeit von Manfred Keil, Ratten 07 / Volksbühne Berlin
- 2000 fleur d'arsenic von Danielle Sarréra, Hochschule der Künste Berlin
- 2000 A.N.N.A. von/nach Kurt Schwitters, Hochschule für Musik und Darstellende Kunst Stuttgart
- 2001 Orpheus Underground von/nach Vergil und Claudio Monteverdi, Ensemble Orpheus Underground Stuttgart
- 2001 Hühnerkrimi von Alberto Garcia Sanchez, Materialtheater Stuttgart
- 2001 Spectres mes compagnons von Charlotte Delbo, Gedenkstätte Sachsenhausen Oranienburg
- 2002 Aufzeichnungen aus dem Kellerloch von Fjodor Dostojewski, Garn-Theater Berlin
- 2003 Far Off Sightings of Fascinating People in the Big City / Die Wahl der fantastischen Möglichkeit von Yvette Coetzee, Friends of the Italian Opera / English Theatre Berlin
- 2003 Götter, Glocken, Gläubige von Christiane Hess, Theater am Barg Neustadt a.Rbg.
- 2005 Vivace – Vom Leichtsinn der Schwerkraft, Dinnershow Eckart Witzigmann Palazzo Düsseldorf (Co-Regie Andreas Wessels)

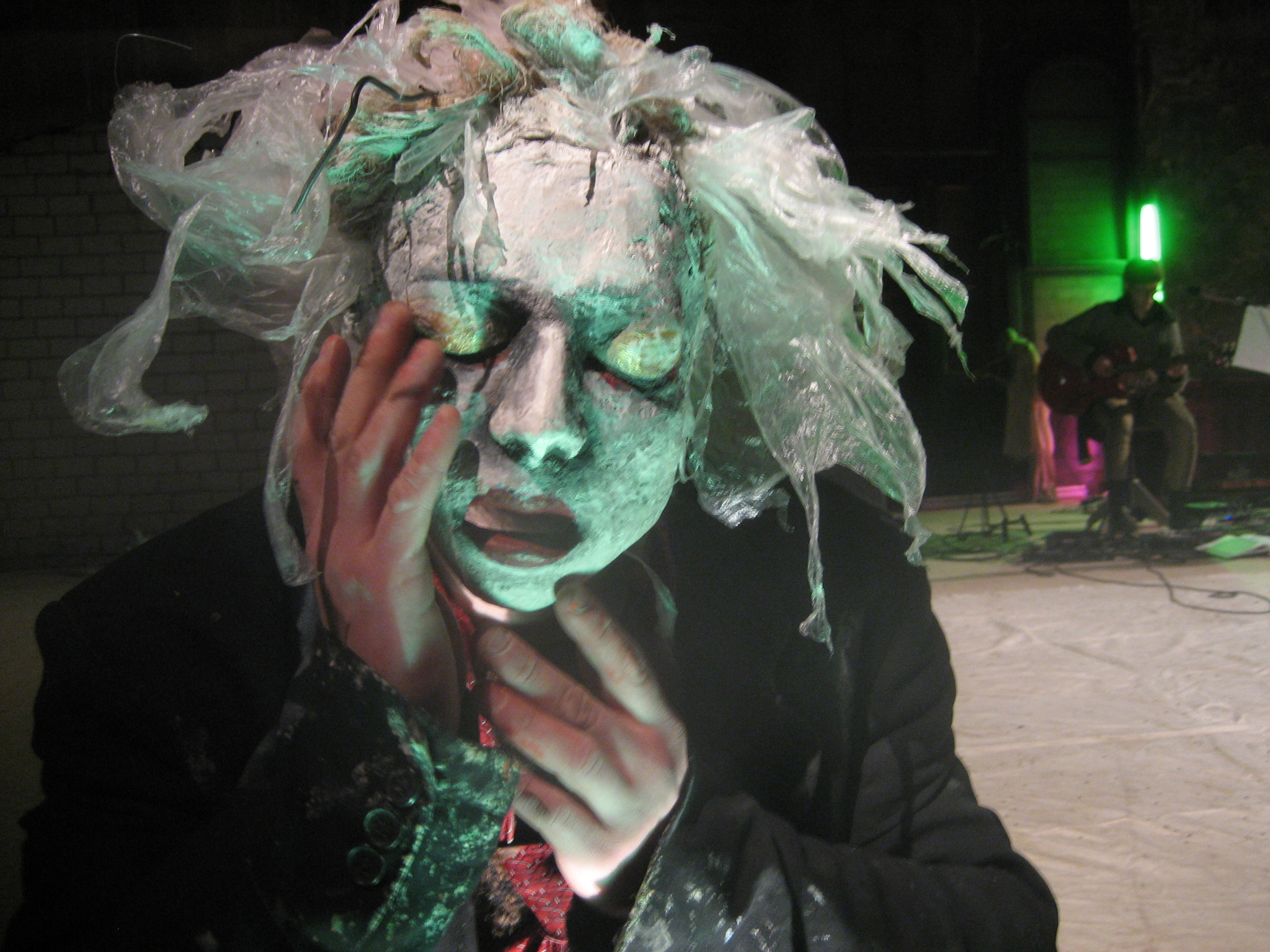
Szenenbild aus „Spleen. Charles Baudelaire: Gedichte in Prosa“, Regie Hendrik Mannes, 2006

- 2006 Spleen. Gedichte in Prosa von Charles Baudelaire, Figurentheater Wilde & Vogel Leipzig
- 2006 Windpomp von Yvette Coetzee, Ballhaus Ost Berlin
- 2007 Lear von William Shakespeare, Figurentheater Wilde & Vogel Leipzig
- 2007 Rüdiger und der Nachtexpress von Kai Schmidt, Theater Salz + Pfeffer Nürnberg
- 2007 Die Nachtigall und die Rose von Oscar Wilde, Figurentheaterkolleg Bochum (Co-Regie Michael Vogel)
- 2007 Das Unterösterreich von Christoph Bochdansky, Hannes Löschel und Wolfgang Vincenz Wizlsperger, Aktionsradius Augarten Wien
- 2008 Mewa von Anton Pawlowitsch Tschechow, Kompania Doomsday Warschau
- 2008 Was ihr wollt von William Shakespeare, Tapetenfabrik Bonn
- 2008 Baubo von Melanie Florschütz, florschütz & döhnert Berlin (Co-Regie Werner Hennrich)
- 2009 Die Frauen von Clare Boothe Luce, Studentisches Kulturzentrum Karlsruhe
- 2009 Die Reise zum Mond von Lambert Mousseka Ntumba, Oberhoff & Mousseka Stuttgart
- 2010 Streichquartett Nr. 14 d-moll D 810 Der Tod und das Mädchen von Franz Schubert, flunker produktionen Gebersdorf / Cherubin Quartett Dresden
- 2010 Matka von Stanislaw Ignacy Witkiewicz, Teatr Malabar Hotel Warschau
- 2010 Zirkus Šardam von Daniil Charms, Projekt Z! Berlin
- 2010 Fitchers Vogel von Gebrüder Grimm, florschütz & döhnert Berlin
- 2011 Alice im Wunderland von Lewis Carroll, Figurentheaterkolleg Bochum (Co-Regie Michael Vogel)
- 2011 Songs for Alice von/nach Lewis Carroll, Figurentheater Wilde & Vogel Leipzig
- 2015 Mutter Krausens Fahrt ins Glück von/nach Phil Jutzi, flunker produktionen Wahlsdorf / Schaubude Berlin
- 2015 Das letzte Band von Samuel Beckett, Atelier Artacta Berlin
- 2015 Unwahrscheinliche Wahrhaftigkeiten von Heinrich von Kleist, Westflügel Leipzig
- 2016 Der Schaum der Tage von Boris Vian, Gruppe K plus Leipzig Stuttgart Berlin
- 2016 Short Cuts. Die Familie Schroffenstein von Heinrich von Kleist, Westflügel Leipzig
- 2016 Czarodziejska góra (Der Zauberberg) von Thomas Mann, Teatr Malabar Hotel Warschau / BTL Bialystok
- 2017 Short Cuts. Penthesilea von Heinrich von Kleist, Westflügel Leipzig
- 2017 Frankenstein oder Der moderne Prometheus von/nach Mary Shelley, Figurentheater Wilde & Vogel Leipzig
- 2018 Try out Hamlet von William Shakespeare, Grupa Coincidentia Bialystok / LasFest Solniki 44
- 2018 Dust – Staub – אבק, Figurentheater Wilde & Vogel Leipzig / Golden Delicious Ensemble Jerusalem Lausanne (Co-Regie Antonia Christl)
- 2020 Home of Love, Stefanie Oberhoff / Imaginale Stuttgart
- 2020 Zeit, du Callboy der Ewigkeit, flunker produktionen Wahlsdorf
- 2021 Die Blumen des Bösen von Charles Baudelaire, Christl, Mannes, Wilde & Vogel Leipzig (Co-Regie Antonia Christl)
- 2023 Aqua Viva von Clarice Lispector, Plateau Pritzwalk